# Boistfort
Boistfort az Amerikai Egyesült Államok északnyugati részén, Washington állam Lewis megyéjében elhelyezkedő önkormányzat nélküli település.
A települést Pierre Charles szőrmekereskedő Boisfortnak keresztelte, azonban a posta a nevet elírta. A hivatal 1857-től 1918-ig működött.
Boistfortban egy általános iskola működik.